# Bomaderry
Bomaderry é uma cidade em Shoalhaven, no estado de Nova Gales do Sul, na Austrália. De acordo com o censo australiano de 2016, a população da cidade era de 6.661 habitantes.